# Ленгрис
Ленгрис (нем. Lenggries) — община в Германии, в земле Бавария.
Подчиняется административному округу Верхняя Бавария. Входит в состав района Бад-Тёльц-Вольфратсхаузен. Население составляет 9868 человек (на 31 декабря 2010 года). Занимает площадь 242,88 км².
Ленгрис находится в долине реки Изар, на высоте 700 м над уровнем моря. С востока к долине Изара примыкает горный массив Тегернзе, с запада — горы Браунек (свыше 1550 м).
Экономика города в основном строится на обслуживании туристов, привлекаемых лесами и горами, окружающими Ленгрис. В окрестностях имеются горнолыжные курорты.

## Ссылки

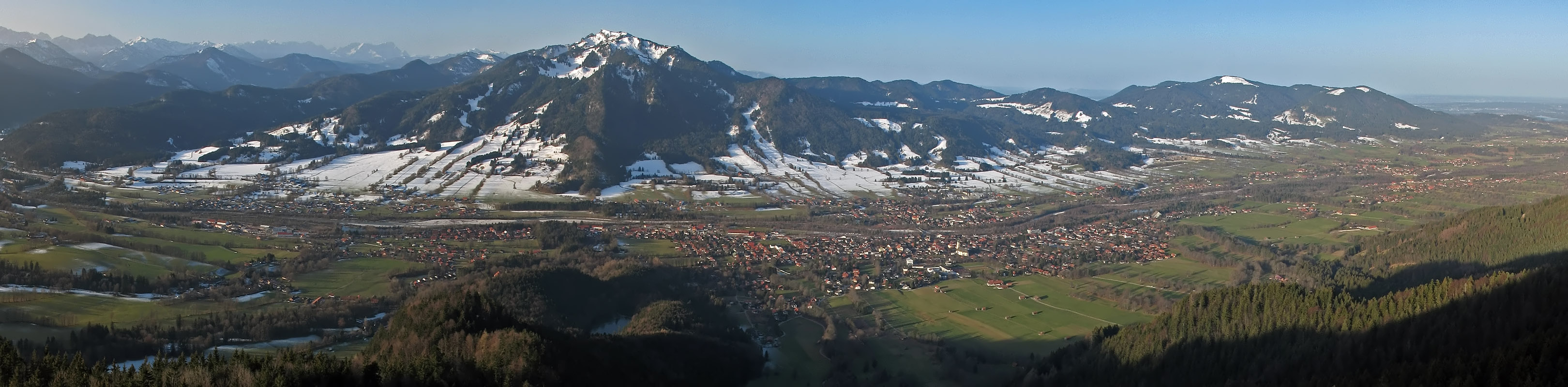
Панорама Ленгриса

## Население
По оценке на 31 декабря 2015 года население общины Ленгрис составляет 10 030 чел. 

| Дата      | 1840 | 1871 | 1900 | 1925 | 1939 | 1950 | 1961 | 1970 | 1987 | 2011 |
| --------- | ---- | ---- | ---- | ---- | ---- | ---- | ---- | ---- | ---- | ---- |
| Население | 2263 | 2416 | 3217 | 4011 | 5517 | 6499 | 6283 | 6615 | 8078 | 9608 |

| Год       | 1960 | 1970 | 1980 | 1990 | 2000 | 2009 | 2010 | 2011 | 2012 | 2013 | 2014 | 2015  |
| --------- | ---- | ---- | ---- | ---- | ---- | ---- | ---- | ---- | ---- | ---- | ---- | ----- |
| Население | 6869 | 6832 | 8271 | 8661 | 9268 | 9771 | 9868 | 9548 | 9606 | 9787 | 9835 | 10030 |